# Morti nel 1757
| Questa pagina contiene informazioni ricavate automaticamente dalle voci biografiche con l'ausilio del template Bio e di un bot. L'aggiornamento è periodico e automatico e ricostruisce completamente la pagina. Se manca una persona in questa lista, sei pregato di non aggiungerla, ma accertati piuttosto che la sua voce biografica contenga il template Bio e che i dati anagrafici siano correttamente compilati. Se il template Bio manca, inseriscilo tu stesso o, in alternativa, metti l'avviso {{tmp\|Bio}} che ne segnala la mancanza. Se i dati riportati sono sbagliati, correggi direttamente la voce biografica; le modifiche saranno visibili in questa lista entro pochi giorni. Per chiarimenti vedi il progetto biografie. La lista contiene solo le 109 persone che sono citate nell'enciclopedia e per le quali è stato implementato correttamente il template Bio. Pagina aggiornata al 2 lug 2025. |

## Gennaio(11)
- 8 gennaio - Giovanni Maria Benzon, arcivescovo cattolico italiano (n. 1670)
- 9 gennaio - Louis Bertrand Castel, matematico e gesuita francese (n. 1688)
- 9 gennaio - Bernard le Bovier de Fontenelle, avvocato, scrittore e aforista francese (n. 1657)
- 13 gennaio - Francesco Albotto, pittore italiano
- 20 gennaio - Charles René Billuart, teologo francese (n. 1685)
- 20 gennaio - Anton Francesco Gori, italiano (n. 1691)
- 21 gennaio - Carlotta di Lorena, nobildonna francese (n. 1678)
- 23 gennaio - Yosep III Maraugin
- 23 gennaio - George Payne, funzionario e scrittore britannico (n. 1685)
- 24 gennaio - Francesco Robba, scultore italiano (n. 1698)
- 26 gennaio - René-Louis de Voyer de Paulmy d'Argenson, scrittore francese (n. 1694)

## Febbraio(8)
- 5 febbraio - Alessandro Pascoli, scrittore, filosofo e medico italiano (n. 1669)
- 11 febbraio - Mauro D'Alay, violinista e compositore italiano
- 11 febbraio - Francesco Landi, cardinale e arcivescovo cattolico italiano (n. 1682)
- 21 febbraio - Georg Franz Ebenhech, scultore e intagliatore tedesco (n. 1710)
- 21 febbraio - Bartolomeo Intieri, agronomo italiano (n. 1679)
- 26 febbraio - Paolo Benedetto Bellinzani, compositore italiano (n. 1682)
- 26 febbraio - Maria Moninckx, pittrice e illustratrice olandese
- 27 febbraio - Pier Francesco Guala, pittore italiano (n. 1698)

## Marzo(11)
- 1º marzo - Edward Moore, scrittore e drammaturgo inglese (n. 1712)
- 6 marzo - Franz Konrad von Stadion und Thannhausen, vescovo cattolico tedesco (n. 1679)
- 10 marzo - Johann Joseph von Trautson, cardinale austriaco (n. 1704)
- 14 marzo - John Byng, ammiraglio inglese (n. 1704)
- 21 marzo - Henry Howard, XI conte di Suffolk, nobile e politico inglese (n. 1686)
- 21 marzo - Niccolò Maria Lercari, cardinale e arcivescovo cattolico italiano (n. 1675)
- 23 marzo - Thomas Herring, arcivescovo anglicano inglese (n. 1693)
- 27 marzo - Johann Stamitz, compositore e violinista ceco (n. 1717)
- 28 marzo - Wilhelm Dietrich von Buddenbrock, generale prussiano (n. 1672)
- 28 marzo - Robert François Damiens, criminale francese (n. 1715)
- 31 marzo - William Herbert, ufficiale inglese

## Aprile(7)
- 1º aprile - Giuseppe Felissano, vescovo cattolico italiano (n. 1697)
- 6 aprile - Pietro Galletti, vescovo cattolico italiano (n. 1664)
- 8 aprile - Johann Jakob Schmauss, storico e giurista tedesco (n. 1690)
- 11 aprile - Carlo Ginori, nobile, politico e imprenditore italiano (n. 1702)
- 15 aprile - Rosalba Carriera, pittrice italiana (n. 1673)
- 20 aprile - Paul Alphéran de Bussan, arcivescovo cattolico francese (n. 1684)
- 29 aprile - Frédéric-Jérôme de La Rochefoucauld, cardinale, arcivescovo cattolico e abate francese (n. 1701)

## Maggio(6)
- 6 maggio - Federico Guglielmo III di Schleswig-Holstein-Sonderburg-Beck, nobile e militare tedesco (n. 1723)
- 6 maggio - Charles FitzRoy, II duca di Grafton, nobile e politico inglese (n. 1683)
- 6 maggio - Kurt Christoph von Schwerin, generale prussiano (n. 1684)
- 9 maggio - Colin Campbell, mercante britannico (n. 1686)
- 14 maggio - Bartolomeo Cordans, compositore italiano (n. 1698)
- 30 maggio - Maria Francesca Gonzaga, nobildonna spagnola (n. 1731)

## Giugno(5)
- 5 giugno - Bernardina Cristiana di Sassonia-Weimar, nobile tedesca (n. 1724)
- 11 giugno - Mattheus Terwesten, pittore e disegnatore olandese (n. 1670)
- 26 giugno - Maximilian Ulysses Browne, militare irlandese (n. 1705)
- 26 giugno - Giacomo Cassetti, scultore italiano (n. 1682)
- 28 giugno - Sofia Dorotea di Hannover, regina (n. 1687)

## Luglio(5)
- 2 luglio - Giovanna Elisabetta di Baden-Durlach, nobile (n. 1680)
- 2 luglio - Siraj ud-Dalla, sovrano indiano (n. 1733)
- 4 luglio - Siegmund Jakob Baumgarten, teologo tedesco (n. 1706)
- 18 luglio - Maria Eleonora del Liechtenstein, principessa austriaca (n. 1703)
- 23 luglio - Domenico Scarlatti, clavicembalista e compositore italiano (n. 1685)

## Agosto(7)
- 3 agosto - Carlo Guglielmo Federico di Brandeburgo-Ansbach, nobile tedesco (n. 1712)
- 5 agosto - Antoine Pesne, pittore francese (n. 1683)
- 15 agosto - Filippo Rosa Morando, letterato, drammaturgo e poeta italiano (n. 1732)
- 21 agosto - Johann Samuel König, fisico tedesco (n. 1712)
- 28 agosto - Giovanni Battista Busiri, pittore italiano (n. 1698)
- 28 agosto - David Hartley, psicologo e filosofo britannico (n. 1705)
- 30 agosto - Giuseppe Pascaletti, pittore italiano (n. 1699)

## Settembre(8)
- 3 settembre - Giulio Pontedera, botanico italiano (n. 1688)
- 4 settembre - Christopher Butler, arcivescovo cattolico e nobile irlandese (n. 1673)
- 6 settembre - Joseph-Dominique d'Inguimbert, arcivescovo cattolico, teologo e archivista francese (n. 1683)
- 9 settembre - Maria Dmitrievna Cantemir, nobildonna russa (n. 1700)
- 24 settembre - Aaron Burr Senior, educatore statunitense (n. 1716)
- 24 settembre - Gaston Pierre de Lévis-Mirepoix, generale francese (n. 1699)
- 26 settembre - Apollonio Domenichini, pittore italiano (n. 1715)
- 28 settembre - Andrea Zani, compositore e violinista italiano (n. 1696)

## Ottobre(9)
- 2 ottobre - Luigi Centurione, gesuita italiano (n. 1686)
- 8 ottobre - Cristiana Sofia Carlotta di Brandeburgo-Bayreuth, principessa (n. 1733)
- 17 ottobre - René-Antoine Ferchault de Réaumur, scienziato e fisico francese (n. 1683)
- 24 ottobre - Pietro Marchesini, pittore italiano (n. 1692)
- 25 ottobre - Agostino Calmet, abate francese (n. 1672)
- 25 ottobre - Anton Sturm, scultore austriaco (n. 1690)
- 28 ottobre - Giovanna Astrua, soprano italiano (n. 1720)
- 30 ottobre - Osman III, sultano ottomano (n. 1699)
- 30 ottobre - Edward Vernon, ammiraglio inglese (n. 1684)

## Novembre(7)
- 3 novembre - George Munro, militare britannico (n. 1700)
- 5 novembre - Francesco Maria Bianchi, pittore italiano (n. 1689)
- 7 novembre - Philipp von Stosch, antiquario prussiano (n. 1691)
- 12 novembre - Colley Cibber, drammaturgo e attore teatrale inglese (n. 1671)
- 16 novembre - Giovanni Giacomo Millo, cardinale italiano (n. 1695)
- 17 novembre - Maria Giuseppa d'Austria, nobile austriaca (n. 1699)
- 27 novembre - Pierre Lemonnier, matematico e filosofo francese (n. 1675)

## Dicembre(4)
- 5 dicembre - Johann Ernst Hebenstreit, botanico e naturalista tedesco (n. 1703)
- 11 dicembre - Fortunato Chelleri, compositore italiano (n. 1690)
- 21 dicembre - Hercule Mériadec de Rohan-Guéméné, nobile francese (n. 1688)
- 28 dicembre - Carolina Elisabetta di Hannover, principessa britannica (n. 1713)

## Senza giorno specificato(21)
- Giovanni Gaspare Bagnato, architetto tedesco (n. 1696)
- Vakhushti Bagration, geografo, storico e cartografo georgiano (n. 1696)
- Domenico Luigi Barone, drammaturgo italiano (n. 1685)
- Stephen Bayard, politico statunitense (n. 1700)
- Thomas Blackwell, filologo scozzese (n. 1701)
- Matteo Bottiglieri, scultore e pittore italiano (n. 1684)
- Joseph Dulac, militare e scrittore italiano (n. 1706)
- John Dyer, poeta gallese (n. 1699)
- Francesco Franchini, compositore, organista e presbitero italiano
- Giuseppe Galli da Bibbiena, scenografo e architetto italiano (n. 1696)
- Giovanni Battista Grimaldi, doge (n. 1673)
- Kelzang Gyatso, monaco buddhista tibetano (n. 1708)
- Paul Methuen, diplomatico inglese (n. 1672)
- Dmitrij Leont'evič Ovcyn, cartografo e esploratore russo (n. 1708)
- Emanuele d'Astorga, compositore e letterato italiano (n. 1680)
- Matthäus Seutter, cartografo tedesco (n. 1678)
- Edward Seymour, VIII duca di Somerset, nobile britannico (n. 1695)
- Abbondio Stazio, stuccatore svizzero (n. 1663)
- Dmitrij Vasil'evič Sterlegov, esploratore russo
- Placido Troyli, abate e storico italiano (n. 1688)
- As'ad Pascià al-Azm, siriano (n. 1706)